# Sistema monotónico
El sistema monotónico (Μονοτονικό σύστημα [monotonikó sístima]) es el sistema de escritura simplificada introducido en Grecia en 1982.
A lo largo de su historia, la lengua griega no ha cesado de evolucionar y muchos elementos que eran parte de lo que se conoce como griego antiguo han desaparecido en el griego moderno. El acento tonal se volvió acento de intensidad, la aspiración [h] desapareció y la iota suscrita [ᾼ] se volvió muda. Esto trajo como resultado que los acentos, los espíritus y las iotas suscritas no representaban ya la realidad de la lengua hablada, la δημοτική γλώσσα (dimotikí glóssa). 
En consecuencia, en abril de 1982, el gobierno griego introdujo por decreto el uso oficial del llamado sistema monotónico, mediante el cual no existe más que un solo tipo de acento escrito, el τόνος (tónos [ ´ ]), que indica la posición del acento prosódico y que reemplaza a los otros acentos. Este nuevo acento se escribe generalmente como un acento agudo ( ´ ); sin embargo, hay algunos tipos de letra que lo representan como un acento vertical para distinguirlo del acento agudo propio. De hecho, Unicode ofrece un lugar específico para las letras acentuadas con acentos monotónicos y establece que el acento agudo y el acento monotónico pueden tener apariencia diferente.
El acento monotónico no se usa normalmente en palabras monosilábicas, pero puede tener también una función diacrítica en ellas, como el acento ortográfico en español, para distinguir palabras homófonas: που, pronombre relativo y πού, adverbio interrogativo de lugar.
El desplazamiento y simplificación del antiguo sistema politónico por el sistema monotónico no fue aceptado con agrado por todos. En particular, la Iglesia Ortodoxa Griega sigue usando el sistema politónico y hay algunos libros que se publican en ese sistema todavía. Sin embargo, el nuevo sistema tiene uso casi universal hoy en día.
Un símbolo que sobrevivió a la reforma ortográfica griega fue la diéresis ( ¨ ).  Ésta se usa todavía para romper diptongos o dígrafos; por ejemplo, Ευρωπαϊκό (Evropaïkó, ‘europeo’); sin diéresis, la palabra *Ευρωπαικό, se leería *Evropekó.